# ۳ دلو
۳ دلو یک ستاره است که در صورت فلکی آندرومدا قرار دارد.